# Phanerotoma obscura
Phanerotoma obscura är en stekelart som beskrevs av Snoflak 1951. Phanerotoma obscura ingår i släktet Phanerotoma och familjen bracksteklar. Inga underarter finns listade i Catalogue of Life.